# El nadó en cap: Negocis de família
El nadó en cap: Negocis de família (títol original: The Boss Baby: Family Business) és una pel·lícula estatunidenca d'animació per ordinador produïda per DreamWorks Animation i dirigida per Tom McGrath. És una seqüela d'El nadó en cap (2017) en què els germans Templeton, ja adults, han d'aturar el pla d'un professor d'escola d'eliminar tots els pares del món.
El film es va estrenar als Estats Units el 2 de juliol del 2021 i el 6 d'agost del mateix any doblat al català.

## Argument
Quaranta anys després dels fets d'El nadó en cap, en Tim Templeton viu amb la seva dona i les dues filles petites, mentre que el seu germà, en Ted, és un empresari d'èxit que no els visita mai. Una nit en Tim descobreix que la seva filla Tina és un nadó en cap, com ho havia estat en Ted. La Tina reuneix els dos germans i els encomana una missió: han d'investigar els plans del doctor Erwin Armstrong, un director d'escola, i per aconseguir-ho han de tornar a ser nens i anar d'incògnit.